# André (chanteur)
Pour les articles homonymes, voir André.
Andreï Hovnanyan alias André (en arménien Անդրե), né en 1979, est l'un des chanteurs de pop parmi les plus populaires d'Arménie. Il est également connu comme acteur de théâtre dans sa ville natale de Stepanakert dans le Haut-Karabagh.

## Discographie

### Albums
- Es em (2003)
- Miayn Ser (2005)
- 1000x (2006)
- Yerjankutyan gaghniq (2008)